# Ситроен траксион авант
Ситроен траксион авант (фр. Citroën Traction Avant) је аутомобил који је производила француска фабрика аутомобила Ситроен од 1934. до 1957. године.
Траксион авант је био пионир масовне производње са три револуционарне иновације широко прихваћене, где се и данас користе: погон на предње точкове, самоносећа каросерија и независно огибљење на сва четири точка. Аутомобил је био пун технолошких новитета, као што су хидрауличне кочнице, али и идеје које нису спроведене у дело, а то се највише односи на аутоматски мењач.

## Историјат
Званично је представљен на салону аутомобила у Паризу 1934. године као Ситроен 7CV према рачунању коњских снага у Француској. Пошто су у компанији и раније имали возила са истим именом, за овај новитет је додато и Traction Avant, што у преводу значи погон на предње точкове, по чему ће и остати познат. Међутим, овај је аутомобил, у зависности од агрегата који га је покретао, касније носио и ознаке 11CV, 15CV и 22CV. Али и поред тога, у Француској је био познат под називом Reine de la Route, односно „Краљица путева”. Производња је у почетку планирана само у Француској, али су убрзо отворене и фабрике у Белгији, Енглеској, Немачкој и Данској да би задовољили потражњу.
Траксион авант су конструисали инжењери Андре Лефевр који је био задужен за технику, док је Фламинио Бертони био задужен за спољашњи изглед, створивши препознатљив и елегантан облик. Структура траксион аванта је била каросерија из једног дела, односно самоносећа каросерија. Код већине аутомобила из тог доба шасија и каросерија су се производиле одвојено, а затим су се склапале једна на другу током производње возила. Овом иновацијом, оне су спојене у један део који је обављао обе функције. Ово техничко решење, не само да повећава комфор и безбедност путника, већ омогућава, укидањем шасије, и да се спусти тежиште возила што побољшава лежање на путу.
У почетку, понуђене су две верзије, Berline са четвора врата, такозвана „мала” каросерија, дужине од 4,4 метра, Cabriolet и купе Faux са двоја врата, који су направљени на истој основи. Ниједан од њих није био јефтин и почетна цена је износила око 17.000 франака (око 1.000 долара). Ситроен је био приморан да потпише банкрот 21. децембра 1934. године. Контролу над компанијом је преузео произвођач пнеуматика Мишлен, коме је Ситроен дуговао највеће суме новца, а Андре Ситроен одлучује да се пензионише због здравствених проблема. Мишлен је наставио с Андреовом мисијом, мада је угасио неке радикалне идеје као што је планирана 22CV верзија са 3.9-литарским V8 мотором. Током година траксион авант је унапређиван, тако добија метални кров за Berline и Faux моделе, а и прилазак пртљажнику споља 1935. године. Затим је додана и продужена Normale верзија, а касније и још дужа верзија Familiale са три реда седишта у који се могло сместити девет путника.
Производња је заустављена током Другог светског рата, али и у тим условима инжењери су наставили да раде на наследницима. Серијска производња је настављена 1946. године са новим специјалним верзијама. Економска криза која је настала непосредно након рата говори о томе да су се гуме продавале одвојено од аутомобила. Прва истраживања хидропнеуматског ослањања почињу 1944. године на спачеку. Међутим, 1954. године траксион авант (15CV) је први модел који је њиме опремљен на задњем делу. Ипак овај систем ће прославити модел који га наслеђује ајкула 1955. године, која је имала ослањање на сва четири точка. Производња је окончана 1957. године после 759.111 произведених возила.

## Модели и мотори
Први модел је имао међуосовинско растојање од 2.910 мм и агрегат од 1.303 cm³ и имао је ознаку 7A. Након два месеца и произведених 7.000 јединица, појављује се модел 7B са нешто јачим агрегатом запремине од 1.529 cm³. До септембра 1934. године произведено је 15.620 примерака, а онда је лансиран модел 7C, опет са мотором веће запремине. Сада је траксион авант покретао агрегат од 1.628 cm³. У новембру 1934. године лансиран је 11CV са мотором од четири цилиндра запремине 1.911 cm³ и то је први Ситроенов модел који је направљен у две варијанте: 11 BL и 11B Normale са нешто већим међуосовинским размаком. На сајму у Паризу 1936. године Ситроен је представио различите модификације овог модела, предња решетка је хромирана, а фарови су рестилизовани.
У јуну 1938. године појављује се и модел 15CV са агрегатом од шест цилиндара запремине од 2.867 cm³. Упркос томе што је Ситроен фаворизовао моделе са погоном на предње точкове, ипак је постојала група конзервативних купаца који су и даље желели аутомобил са погоном на задње точкове. Тако је 10 одсто производње и даље одлазило на моделе са задњим погоном. После Другог светског рата Ситроен са производних трака избацује 11B-light који се од свог претходника разликовао само по хромираној решетки хладњака и рестилизованим фаровима.